# Yevgeny Prigojin
Yevgeny Viktorovich Prigojin (em russo:  Евге́ний Ви́кторович Приго́жин; Leningrado, 1 de junho de 1961 – Oblast de Tver, 23 de agosto de 2023) foi um oligarca russo e confidente próximo de Vladimir Putin. Prigojin era conhecido como "Chef de Putin", tendo sido dono de restaurantes e empresas de catering que forneciam serviços ao Kremlin. Uma vez um condenado na União Soviética, Prigojin controlou empresas influentes na política russa, incluindo a empresa mercenária russa Grupo Wagner e três empresas acusadas de interferência nas eleições estadunidenses em 2016 e 2018. De acordo com uma investigação realizada em 2022 pelo Bellingcat, The Insider e Der Spiegel, as atividades de Prigojin eram fortemente integradas com o Ministério da Defesa Russo e seu braço de inteligência, o GRU".
Depois de anos negando seus vínculos com o grupo mercenário Wagner, ele finalmente confirmou que era seu fundador em 26 de setembro de 2022. Ele afirmou que fundou o grupo em maio de 2014, para apoiar as forças russas na guerra em Donbas. Essa admissão foi motivada por um vídeo viral no qual Prigojin foi mostrado em uma prisão de Mari El recrutando detentos, prometendo-lhes liberdade se cumprissem seis meses de serviço com o Grupo Wagner.
Prigojin, suas empresas e seus associados enfrentam sanções devido à invasão da Ucrânia pela Rússia, além de acusações criminais nos Estados Unidos, e no Reino Unido. O FBI está oferecendo uma recompensa de 250 mil dólares por informações que levem à prisão de Prigojin.
Em 23 de agosto de 2023, a agência de notícias russa Interfax reportou que Prigojin havia morrido em um acidente de avião no oblast de Tver, ao norte de Moscou, junto com outras nove pessoas.

## Juventude
Prigojin nasceu em Leningrado (hoje São Petersburgo), União Soviética, em 1 de junho de 1961, filho de Violetta Prigojina (russo:  Виолетта Пригожина). Seu pai morreu precocemente, e sua mãe criou ele e sua avó doente enquanto trabalhava em um hospital local. Seu pai e seu padrasto eram descendentes de judeus.
Durante seus anos de escola, Prigojin tentou ser um profissional de esqui de fundo. Ele foi treinado por seu padrasto Samuil Jarkoy, que era um instrutor do esporte, e frequentou um prestigiado internato de atletismo onde se formou em 1977. No entanto, sua carreira no esporte acabou sendo malsucedida.
Em novembro de 1979, aos 18 anos idade, Prigojin foi pego roubando e teve sua pena de condenação suspensa. Dois anos depois, em 1981, ele foi novamente pego roubando e condenado a doze anos de prisão por roubo, fraude, e envolvendo adolescentes no crime. Ele e vários cúmplices foram condenados por roubar apartamentos em bairros nobres. Ele foi perdoado em 1988 e libertado em 1990. No total, ele passou nove anos na prisão.

## Início de carreira e ascensão ao poder
Após sua libertação da prisão em 1990, Prigojin começou a vender cachorros-quentes ao lado de sua mãe e padrasto no mercado de pulgas Aprashaka, em Leningrado. Logo, de acordo com uma entrevista ao The New York Times, disse: "os rublos estavam se acumulando mais rápido do que sua mãe conseguia contá-los". Após o colapso da União Soviética, Prigojin seguiu o espírito empreendedor da época e fundou ou se envolveu em muitos novos negócios.

De 1991 a 1997, Prigojin esteve fortemente envolvido no negócio de mercearias. Ele se tornou acionista de 15% e gerente da Contrast, que foi a primeira rede de supermercados em São Petersburgo e fundada por seu ex-colega de classe, Boris Spektor.

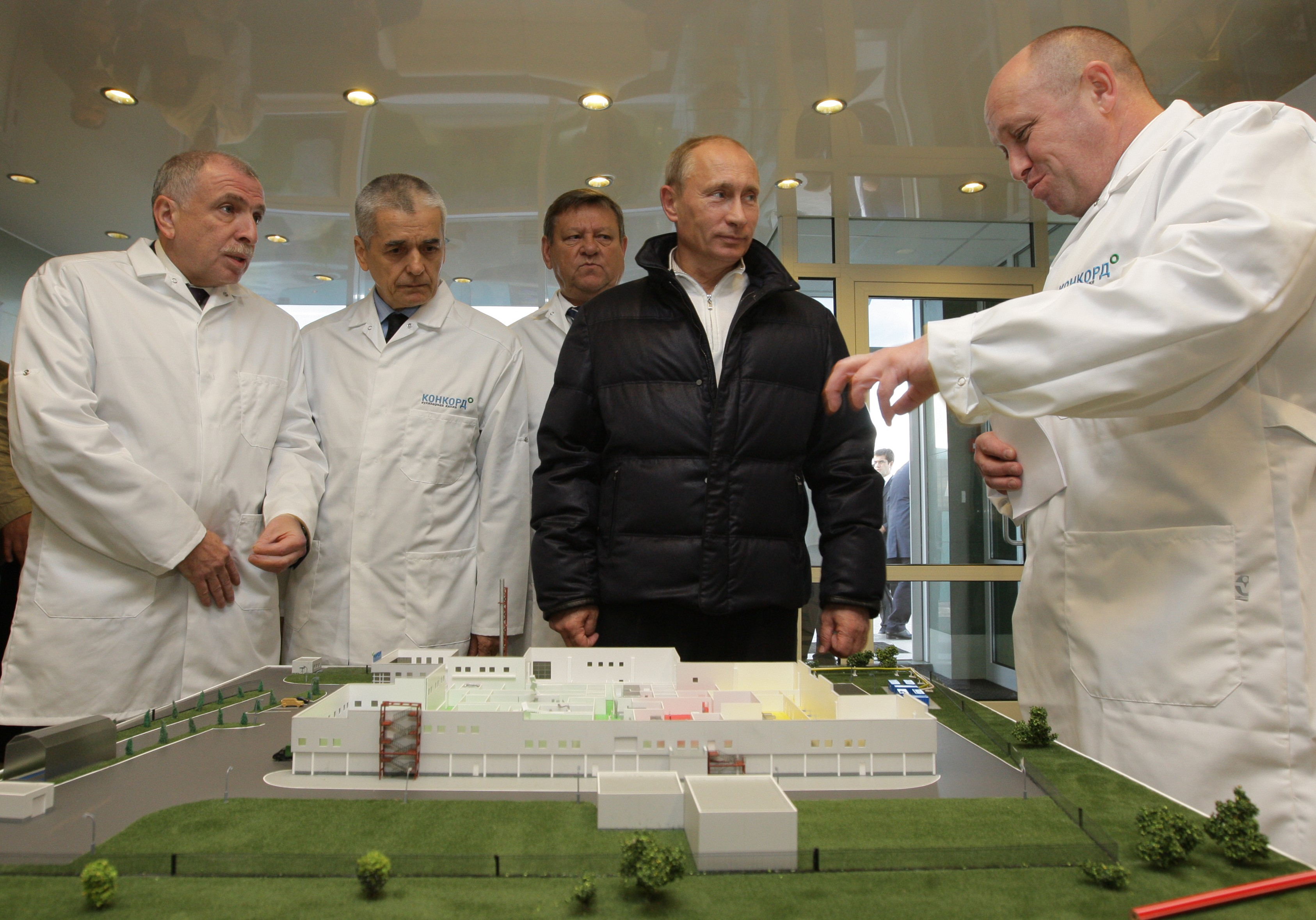
Visitando a fábrica Concord Catering, 2010. Da esquerda para a direita: enviado presidencial Ilya Klebanov; Inspetor Chefe Gennady Onishchenko; Governador da Região de Leningrado Valery Serdyukov, Primeiro Ministro Vladimir Putin, Diretor da fábrica Yevgeny Prigojin

Na mesma época, Prigojin se envolveu no negócio de jogos de azar. Spektor e Igor Gorbenko trouxeram Prigojin como CEO da Spectrum CJSC (em russo: ЗАО «Спектр»), que fundou os primeiros cassinos em São Petersburgo. Esse trio fundou muitos outros negócios juntos ao longo da década de 1990 em vários setores, incluindo construção, pesquisa de marketing e comércio exterior. O Novaya Gazeta observa que pode ser quando Prigojin conheceu Vladimir Putin pela primeira vez, já que Putin era presidente do conselho de supervisão de cassinos e jogos de azar desde 1991.
Em 1995, Prigojin entrou no ramo de restaurantes. Quando as receitas de seus outros negócios começaram a cair, Prigojin convenceu um diretor da Contrast, Kiril Ziminov, a abrir um restaurante com ele. Eles abriram o primeiro restaurante de Prigojin: Old Customs House (em russo:  Старая Таможня) em São Petersburgo. Em 1997, fundaram um segundo restaurante, New Island, um restaurante flutuante que se tornou um dos espaços gastronômicos mais badalados da cidade. Inspirados pelos restaurantes à beira-mar no Sena em Paris, Prigojin e Ziminov criaram o restaurante gastando 400 mil dólares para reformar um barco enferrujado no Rio Vyatka. Ele disse que seus clientes "queriam ver algo novo em suas vidas e estavam cansados de apenas comer costeletas com vodca". Em 2001, Prigojin serviu pessoalmente comida a Vladimir Putin e ao presidente francês Jacques Chirac quando jantaram no restaurante New Island. Ele hospedou o presidente dos Estados Unidos George W. Bush em 2002. Em 2003, Putin comemorou seu aniversário no New Island.
Ao longo dos anos 2000, Prigojin se aproximou de Vladimir Putin. Em 2003, Yevgeny deixou seus sócios e abriu seus próprios restaurantes. Notavelmente, uma das empresas de Prigojin, Concord Catering, começou a ganhar vários contratos governamentais. Ele recebeu centenas de milhões em contratos do governo para alimentar crianças em idade escolar e funcionários do governo. Em 2012, ele recebeu um contrato para fornecer refeições aos militares russos no valor de US$ 1,2 bilhão mais de um ano. Alguns dos lucros deste contrato teriam sido usados para iniciar e financiar a Internet Research Agency.
Em 11 de dezembro de 2018, uma empresa alegou não ser afiliada à Concord Catering chamada Msk LLC (em russo:  ООО "Мск") recebeu 2,5 milhões de rublos por um banquete anual de "Dia dos Heróis da Pátria", realizado no Kremlin. No entanto, a Msk LLC compartilha o mesmo número de telefone de contato com a Concord. Em 11 de dezembro de 2019, a empresa recebeu outros 4,1 milhões de rublos para outro banquete.
Em 2012, Prigojin se mudou com a família para um complexo em São Petersburgo com uma quadra de basquete e um heliporto. A essa altura, ele possuía um jato particular e um iate de 115 pés. Prigojin foi associado a várias aeronaves desde então, incluindo dois Cessna 182 e os jatos Embraer Legacy 600, British Aerospace BAe125 e Hawker 800XP.
A Fundação Anticorrupção acusou Prigojin de práticas comerciais corruptas. Em 2017, eles estimaram que sua riqueza ilegal valesse mais de um bilhão de rublos. Alexei Navalny alegou que Prigojin estava ligado a uma empresa chamada Moskovsky Shkolnik, que fornecia alimentos de baixa qualidade para escolas de Moscou, o que causou um surto de disenteria em 2019.

## Grupo Wagner
Prigojin é o autodeclarado fundador do controverso grupo paramilitar Grupo Wagner afiliado ao Kremlin. Em 26 de setembro de 2022, Prigojin afirmou que fundou o Grupo Wagner especificamente para apoiar as forças russas na guerra em Donbas, em maio de 2014. Desde então, suas atividades se expandiram para cobrir muitas regiões da África e do Oriente Médio.
Mesmo antes de sua confirmação, já havia um relativo consenso entre a mídia russa e estrangeira de que Prigojin era o fundador ou fortemente ligado ao Wagner. O grupo era publicamente liderado por Dmitry Utkin, que já foi chefe de segurança de Prigojin. Uma pessoa com o nome de Dmitry Utkin também foi listada como diretor geral da Concord Management. Em fevereiro de 2018, Concord e Prigojin negaram qualquer conexão com o Wagner. Em novembro de 2016, a empresa confirmou à mídia russa que o mesmo Dmitry Utkin que liderava o Wagner Group estava agora encarregado dos negócios de alimentos da Prigojin.
Em fevereiro de 2018, o Grupo Wagner atacou as forças curdas apoiadas pelos EUA na Síria em uma tentativa de tomar um campo de petróleo. Durante o ataque aéreo de retaliação das forças armadas dos EUA, até 100 de seus mercenários foram mortos.
Em julho de 2018, três jornalistas russos que trabalhavam para uma organização de notícias que frequentemente critica o governo russo foram assassinados na República Centro-Africana, onde tentavam investigar as atividades do Grupo Wagner naquele país. O governo russo iniciou uma colaboração com o presidente da República Centro-Africana em outubro de 2017. Em sua resposta aos assassinatos, o Ministério das Relações Exteriores da Rússia enfatizou que os jornalistas mortos viajavam sem credenciamento oficial.

### Envolvimento na invasão da Ucrânia pela Rússia em 2022
O Wagner também desempenhou um papel significativo durante e antes da invasão russa da Ucrânia em 2022. Prigojin até viajou para Donbas para supervisionar pessoalmente o progresso do grupo. Ele foi retratado na linha de frente vestindo uniforme militar ao lado do membro da Duma russa, Vitaly Milonov.
Em agosto de 2022, o Grupo Wagner começou a usar painéis publicitários para recrutar novos membros na Rússia. O ex-jornalista e observador do Grupo, Denis Korotkov, disse: "Parece que eles decidiram que não tentarão mais esconder sua existência".
Em setembro de 2022, um vídeo vazado expôs Prigojin tentando recrutar condenados para fortalecer as forças russas na linha de frente na guerra contra a Ucrânia. Ele disse aos condenados que "ninguém volta atrás das grades" e, aos que se incomodam com a ideia, "são vocês ou seus filhos — decidam-se". Embora o vídeo tenha sido filmado em um presídio em Yoshkar-Ola, há evidências de que condenados de uma prisão em São Petersburgo já haviam sido recrutados anteriormente.
Em 26 de setembro, Prigojin voltou atrás em suas alegações anteriores de que não tinha ligação com o grupo, divulgando uma declaração no site de mídia social russo VK, no qual admitia que o havia fundado em maio de 2014 para "proteger os russos" quando "o genocídio da população russa de Donbas começou". Ele explicou que desempenhou um papel pessoal desde o início, alegando que "encontrou especialistas que poderiam ajudar" depois de "[limpar] as armas antigas e [separar] os coletes à prova de balas" ele mesmo. Ele confirmou as alegações, anteriormente negadas pelo governo russo, que o grupo esteve envolvido em outros países alinhados com os interesses ultramarinos russos, afirmando que os mercenários Wagner que "defendiam o povo sírio, outros povos de países árabes, africanos e latino-americanos desamparados tornaram-se os pilares de nossa pátria".
Em 1.º de outubro de 2022, Yevgeny disse sobre os comandantes do exército russo que "Todos esses bastardos deveriam ser enviados para a frente descalços com apenas uma submetralhadora". Ele chamou os membros do parlamento russo controlado por Putin de "inúteis" e disse que "os deputados deveriam ir para a linha de frente", acrescentando que "aquelas pessoas que falam dos tribunos há anos precisam começar a fazer alguma coisa"." O jornal Washington Post relatou que Prigojin foi uma das poucas pessoas que ousou contar a Putin sobre os "erros" dos comandantes militares russos na guerra na Ucrânia.
Em 23 de outubro de 2022, Prigojin disse que suas forças estavam fazendo avanços de 100 a 200 metros por dia, o que ele afirmou ser o padrão de uma guerra moderna. Ele elogiou os defensores ucranianos de Bakhmut, dizendo que "Nossas unidades estão constantemente enfrentando a resistência inimiga mais feroz e noto que o inimigo está bem preparado, motivado e trabalha com confiança e harmonia".
Em 13 de novembro de 2022, o Grupo Wagner divulgou um vídeo mostrando seus mercenários usando uma marreta para executar um desertor que teria sido devolvido aos russos em uma troca de prisioneiros. Prigojin comentou: "Parece-me que este vídeo deveria se chamar: 'Um cão morre como um cão morre'." "Foi um excelente trabalho, de uma só vez. Espero que nenhum animal tenha sido ferido durante as filmagens".
Yevgeny Prigojin admitiu, em 24 de maio de 2023, o fracasso da campanha militar da Rússia na Ucrânia, afirmando que nenhum dos objetivos fora atingido.

### Rebelião
Em um vídeo divulgado em 23 de junho de 2023, Prigojin afirmou que as justificativas do governo russo para a invasão da Ucrânia eram baseadas em mentiras. Ele acusou o Ministério da Defesa russo, sob Sergei Shoigu, de "tentar enganar a sociedade e o presidente e nos dizer como houve uma louca agressão da Ucrânia e que eles estavam planejando nos atacar com toda a OTAN".
Em 23 de junho de 2023, Prigojin afirmou que as forças regulares armadas russas haviam lançado ataques de mísseis contra as forças do Wagner, matando um "grande" número. Ele pediu por uma resposta, declarando: "O conselho de comandantes do Wagner tomou uma decisão — o mal que a liderança militar do país traz deve ser interrompido". Em resposta, foram apresentadas acusações criminais contra Prigojin pelo Serviço Federal de Segurança (FSB) russo por incitar uma rebelião armada.
As acusações foram retiradas e o Wagner interrompeu sua marcha em direção a Moscou após negociações entre Prigojin e o presidente bielorrusso Alexander Lukashenko. Como parte do acordo, Prigojin se mudará para Belarus e as tropas do Wagner retornarão à Ucrânia.

## Interesses africanos
Ao longo de 2018, Prigojin estabeleceu vários interesses na África por meio do Grupo Wagner e aproximadamente 100–200 consultores políticos. Ele se envolveu em países como Madagascar, República Centro-Africana, República Democrática do Congo, Angola, Senegal, Ruanda, Sudão, Líbia, Guiné, Guiné-Bissau, Zâmbia, Zimbábue, Quênia, Camarões, Costa do Marfim, Moçambique, Nigéria, Chade, Sudão do Sul e África do Sul. Pyotr Bychkov (em russo: Петр Александрович Бычков) é supostamente responsável por coordenar a "expansão da África" de Prigojin. De acordo com um artigo Kommersant de 20 de abril de 2018, Yaroslov Ignatovsky (em russo:  Ярослав Ринатович Игнатовский; nascido em 1983, Leningrado) dirige o Politgen (em russo:  "Политген") e é um estrategista político que coordenou os esforços da Internet Research Agency para Prigojin na África.
Em março de 2020, foi revelado que Prigojin havia ajudado financeiramente Saif al-Islam Gaddafi, filho do falecido líder líbio deposto Muammar Gaddafi, em uma tentativa malsucedida de ganhar a presidência da Líbia em 2019.

### República Centro-Africana
Desde o início de 2018, a Lobaye Invest, empresa associada à Prigojin, extraiu diamantes, ouro, e outros minerais na região de Lobaye.
Desde dezembro de 2017, o Processo de Kimberley permitiu a extração de diamantes no sudoeste do país.
Em 15 de abril de 2019, Putin enviou 30 soldados russos como parte de uma missão da ONU na República Centro-Africana para apoiar os interesses da Lobaye Invest. A partir de 18 de dezembro de 2020, centenas de russos apoiaram uma ofensiva em Bangui que incluía contingentes de tropas de Ruanda. Em 27 de maio de 2021, três russos foram mortos quando uma bomba explodiu na estrada. De 2012 até maio de 2021, de acordo com a Deutsche Welle, cerca de 2 mil mercenários russos lutaram na República Centro-Africana.

## Internet Research Agency
Prigojin é acusado de ter financiado e dirigido uma rede de empresas, incluindo uma empresa chamada Internet Research Agency Ltd. (IRA), a Concord Management and Consulting Company e uma outra empresa relacionada. As três empresas são acusadas de tentar influenciar as eleições presidenciais de 2016 nos EUA e outras atividades para influenciar eventos políticos fora da Rússia.
O jornalista russo Andrey Soshnikov relatou que Alexey Soskovets, que havia participado da comunidade política jovem russa, estava diretamente conectado aos escritórios da Internet Research em Olgino. Sua empresa, a North-Western Service Agency, ganhou 17 ou 18 (de acordo com diferentes fontes) contratos para organizar celebrações, fóruns e competições esportivas para as autoridades de São Petersburgo. A agência foi a única participante em metade dessas licitações. No verão de 2013, a agência ganhou uma licitação para fornecer serviços de frete para os participantes de um acampamento de reeducação.
Em fevereiro de 2023, Prigojin afirmou que fundou a IRA: "Nunca fui apenas financiador da Internet Research Agency. Eu a inventei, criei, gerenciei por muito tempo". A admissão veio meses depois de Prigojin ter admitido a interferência russa nas eleições dos Estados Unidos.

## Sanções internacionais
Em dezembro de 2016, o Departamento do Tesouro dos EUA designou Prigojin, de acordo com o EO13661, para sanções, por fornecer apoio a altos funcionários da Federação Russa.

## Morte

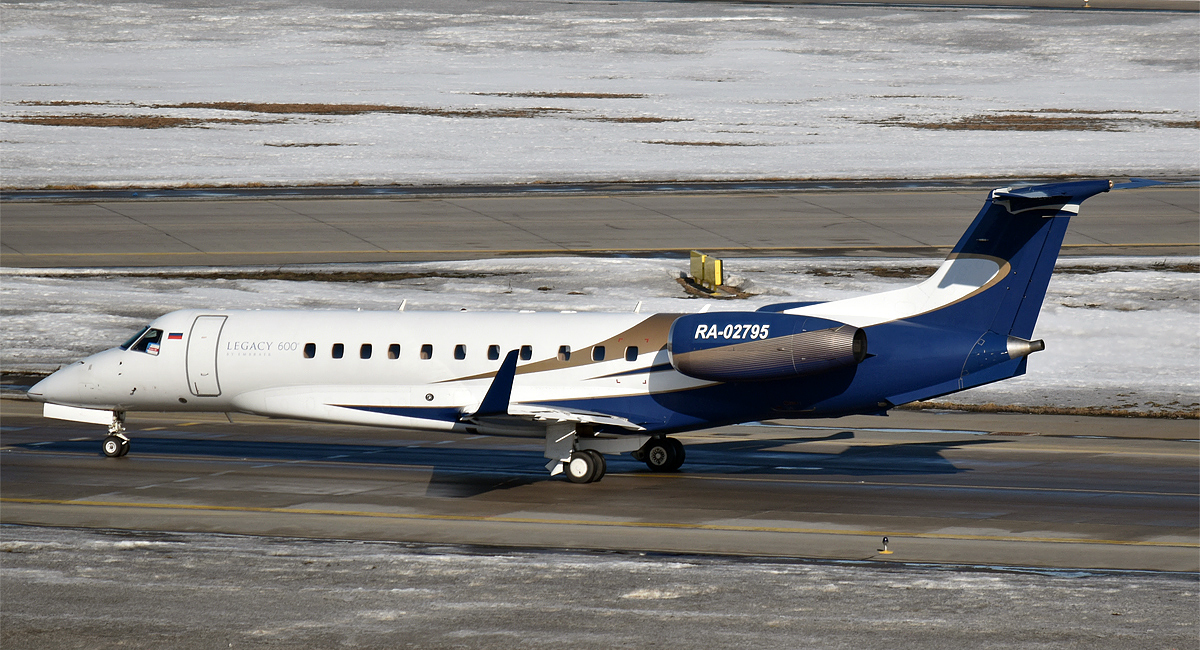
Modelo do avião onde Prigojin morreu

De acordo com o Ministério das Emergências da Rússia, Prigojin morreu num acidente de avião em 23 de agosto de 2023. O voo fazia a rota de Moscovo para São Petersburgo, no entanto despenhou-se no Oblast de Tver. Todas as 10 pessoas a bordo do avião morreram. A aeronave era um Embraer Legacy 600.